# فرخ چلا

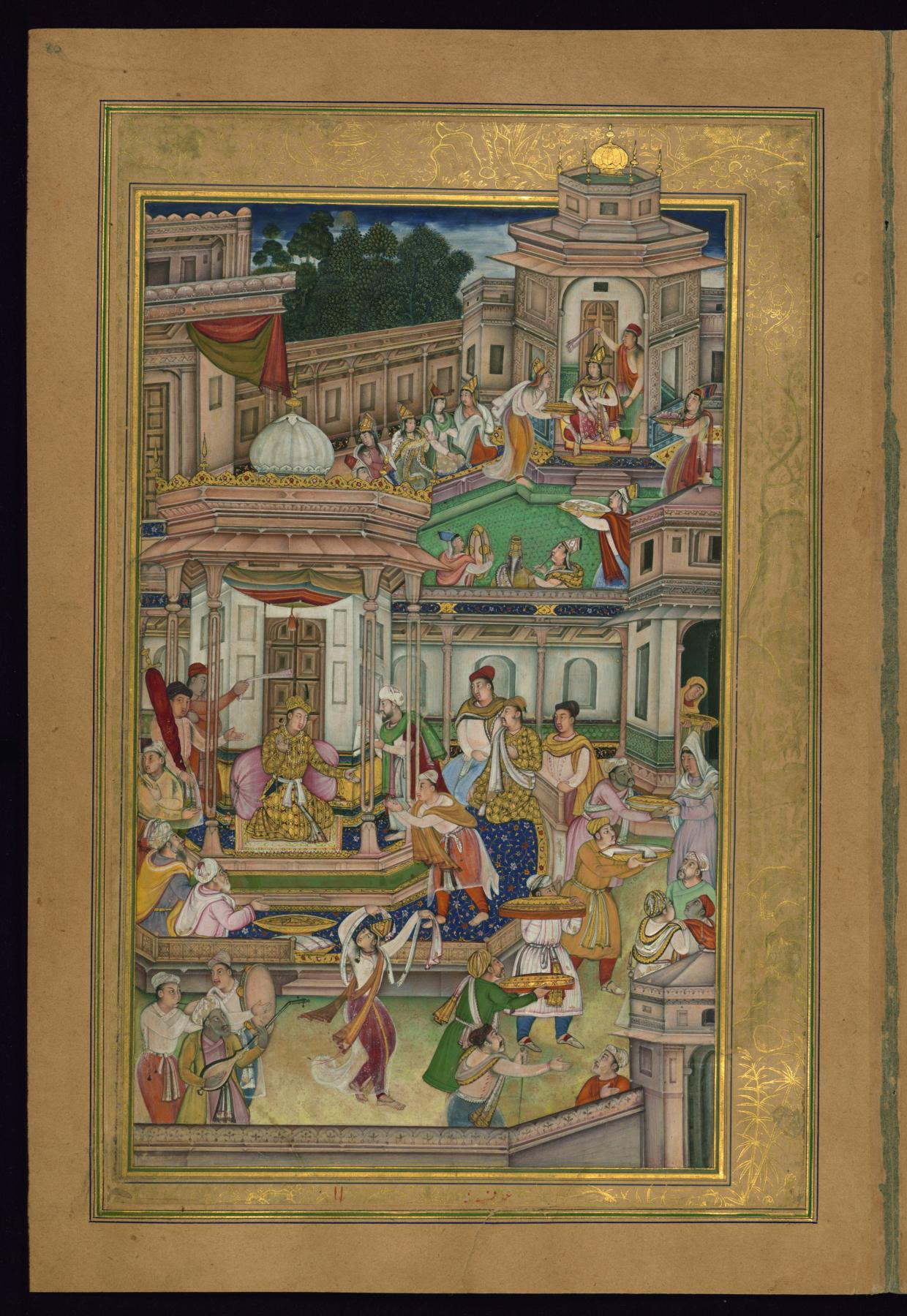
صحنه‌ای از خسرو و شیرین اثر فرخ جلا

فرخ چلا نقاش هندی در دوران گورکانیان مغول بود. او نقاش پرکاری از طبقه متوسط بود که در بیشتر نسخه‌های خطی تذهیب‌کاری شده همکاری داشت. شروع کار او از داراب نامه و اکبرنامه در زمان امپراتوری اکبر کبیر بوده‌است. سبک شخصی او را می‌توان در برگ‌های خاصی از حمزه‌نامه مشاهده کرد. به نظر می‌رسد او شاگرد (چلا در زبان هندیان) و مرید دین الهی بوده‌است. او گاهی از لقب فرخ خرد هم استفاده کرده تا تفاوتش را با فرخ بیگ، دیگر نقاش همنام و معاصرش، مشهود نماید.
مانند دیگر نقاشان دربار اکبر، فرخ چلا هنگام ورود به کارگاره نقاشی شاهنشاهی باید کاملاً به سبک معینی آموزش دیده باشد، با این وجود سبک شخصی (شاید سنتی) او را که در نقاشی‌هایش به خوبی می‌توان دید. یک نقاشی یک دست در داراب‌نامه سبک کشیدن ابر در نقاشی‌های هندی را به ذهن متبادر می‌سازد. برخی از خصوصیات وی عبارتند از: معماری کامل با مدل‌سازی خشک. منظره‌های عمیق با چشم‌اندازهای صخره‌ای، معمولاً از تخته سنگ‌هایی که با گیاهان یا بوته‌های مویی پوشیده می‌شوند و در مراحل بعدی یک نوار آبی عمیق به عنوان آسمان، رنگ‌های دیگر از قرمز آجری گرفته تا بنفش کم رنگ هستند. فضا به صورت فلات‌های افقی مانند پله‌هایی تقسیم می‌شود، گاهی با قطره‌های عمود و سایه‌های عمودی، منظم و پانل مانند. چهره‌های انسانی او فاقد نشاط و شادابی بودند و گاهی توسط نقاشان مشهوری مانند باساوان، منهار و دنرای نقاشی‌اش را به پایان می‌رساندند. از طرف دیگر، شکل حیوانات او کاملاً متحرک است، همان‌طور که در تصویری از انوار سهیلی شیر دربار از نشاط بی‌سابقه‌ای برخوردار است. صحنه‌ای از لیلی و مجنون نظامی هم تقریباً شامل همان گروه حیوانات است اما شکل‌ها ملایم‌ترند. احتمالاً هنرمند از نظر ریتم پیشرفت کرده‌است، یا ممکن است توسط یک هنرمند برتر به او کمک شده باشد. چشم‌انداز صخره‌ای او در صفحه‌ای از دیوان حافظ که یک چوپان پیر را با گله‌اش نشان می‌دهد، ویرانی از لکه‌های قهوه‌ای خشک است که در آن مرد و حیواناتش مانند تکه‌های لعابی در یک موزاییک کشیده شده‌اند. فرخ چلا چندین پی‌رنگ و صحنه از فیل هم طراحی کرد، از جمله یک دو صفحه‌ای از اکبرنامه که نشان می‌دهد اکبر روی فیلش نشسته.
او طراح برگ‌های مصور تاریخ خاندان تیمور و اکبرنامه بود؛ جایی که نقاشان کم‌نظیر نارایان، آنانت و سورجان به او کمک می‌کردند. او خود به موکوند در یک برگ مصور از رزم‌نامه کمک کرده‌است. گاهی تأثیر موکوند و مسکین در کارهای او مشهود است.

## نگارخانه

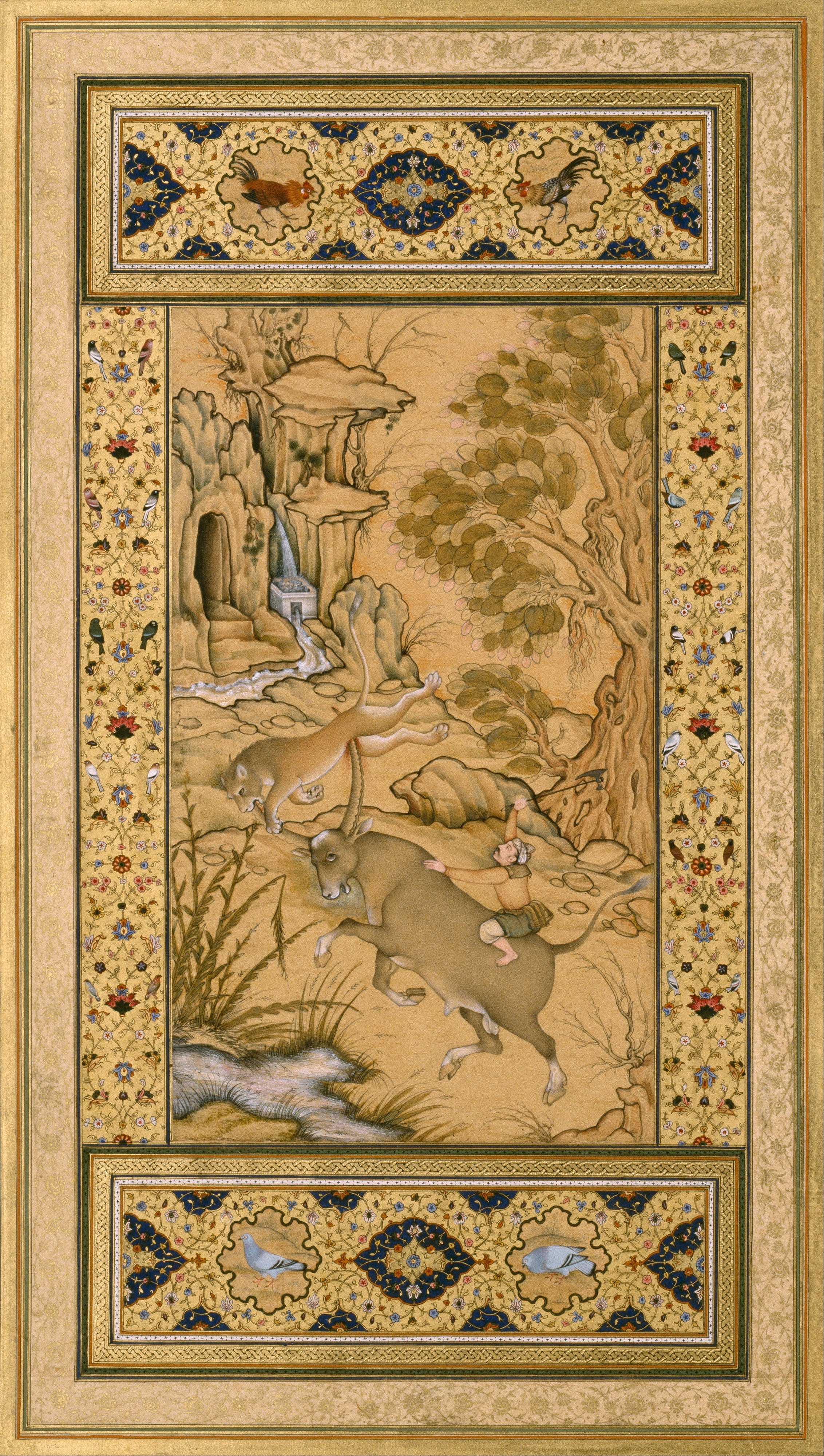
نمونه‌ای از تصویر شیر در آثار فرخ چلا
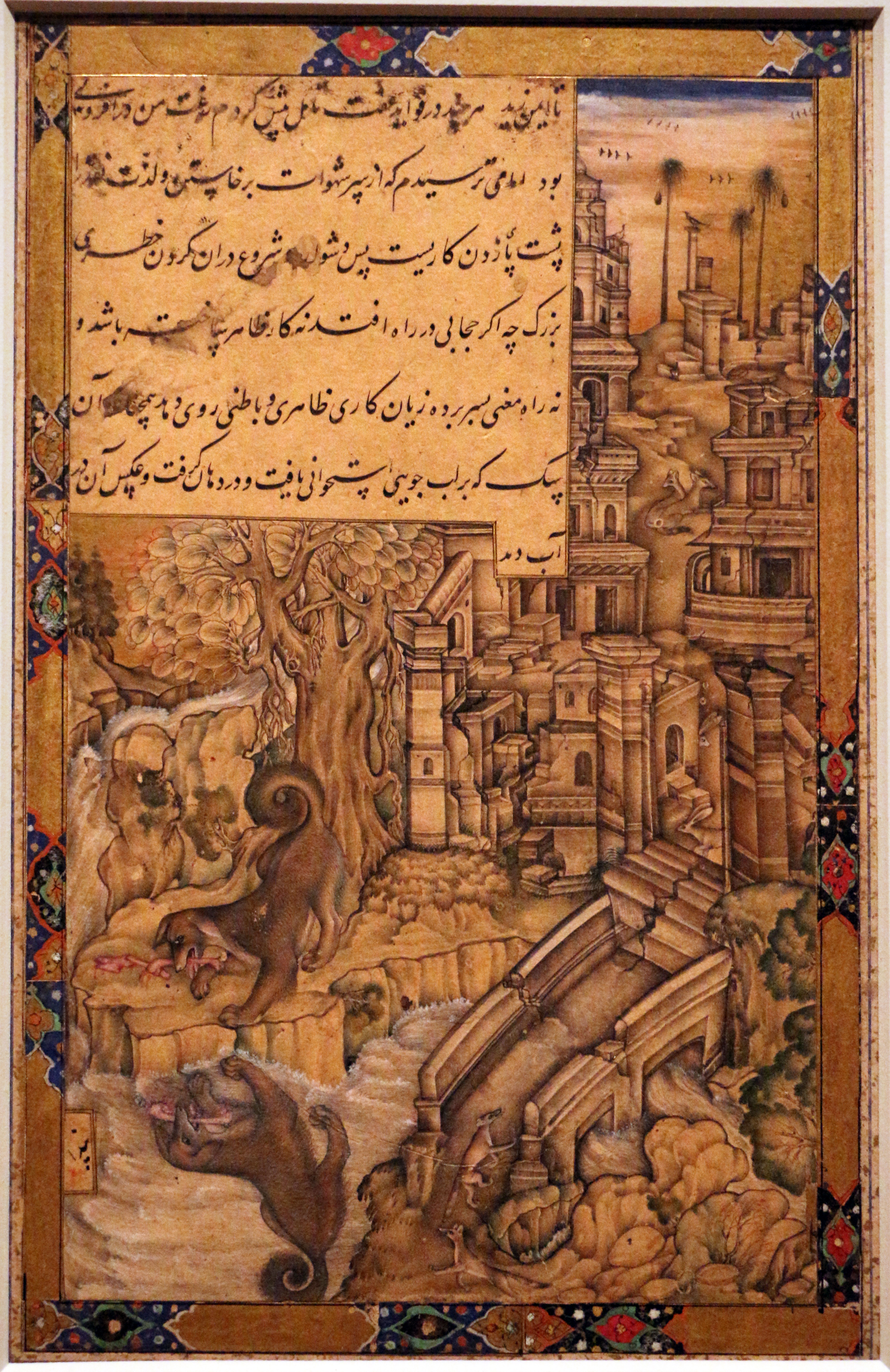
نمونه‌ای از ساختار پله‌ای فضا در آثار فرخ چلا